# فضا (معماری)

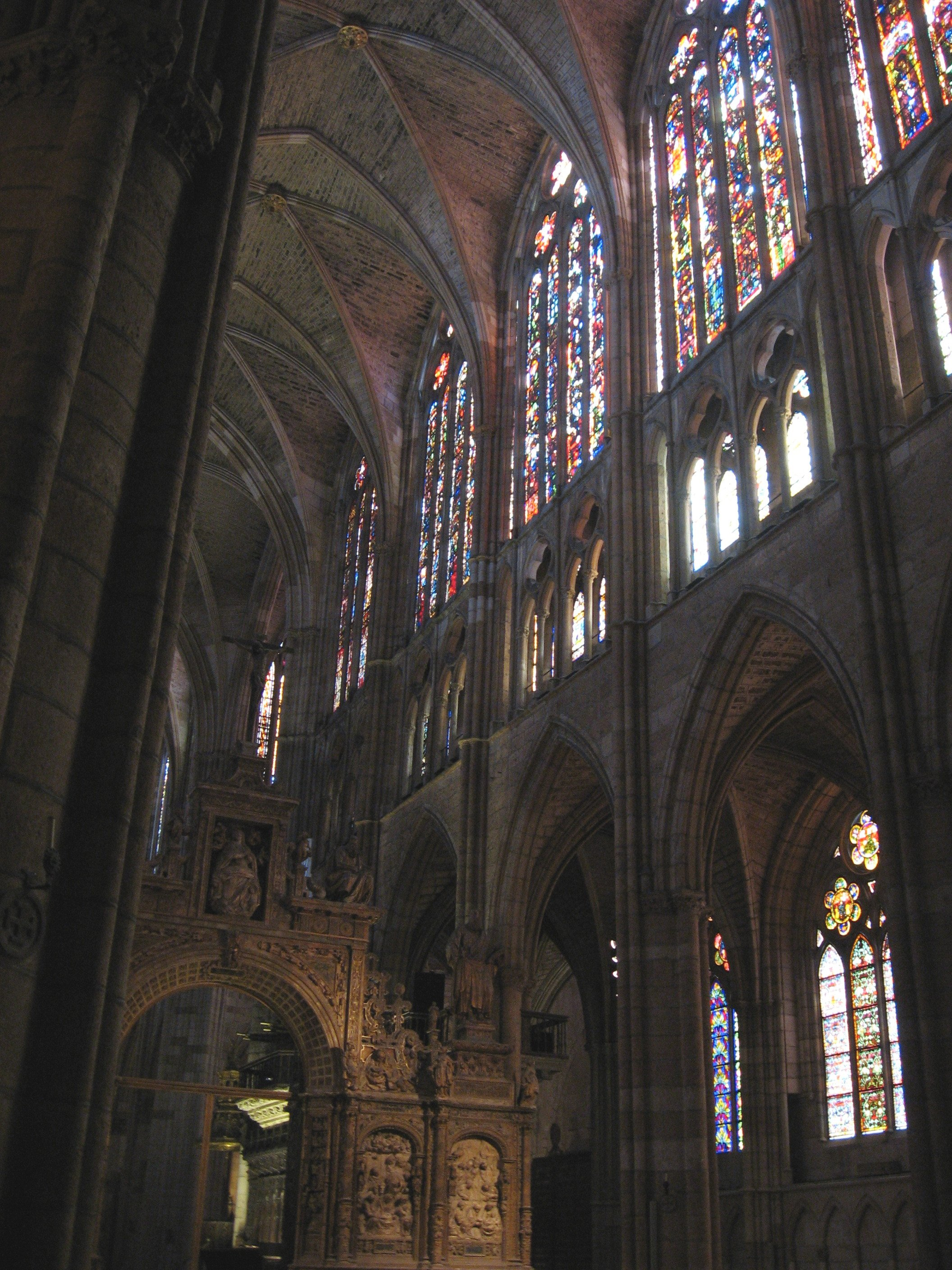
معماری با توجه به فرهنگ هر خطه‌ای جذابیت‌های متفاوتی را نشان می‌دهد

فضا در معماری، همان چیزی است که انسان را از عوامل طبیعی محافظت می‌کند و تمامی فعالیت‌های فردی و اجتماعی فرد را در بر می‌گیرد. انسان در فضا نیازهای مادی و معنوی خود را تأمین می‌کند. جوهر اصلی معماری فضاست و در فضای معماری انسان حرکت و زندگی می‌کند. فضا در معماری انواع گوناگون دارد و به طرق متنوعی می‌توان فضا را در معماری دسته‌بندی کرد.
برنارد چومی معمار برجسته معاصر می‌گوید:جوهر فضا بعد توصیفی فضا و موضوعی برای مباحث فلسفی، ریاضی و فیزیک است. فضا جوهر معماری و شهرسازی است. (Madanipour، ۱۹۹۶)
تعریف واضح در مورد فضا را یورگ گروتر چنین ارائه می‌کند:نزدیک‌ترین تعریف این است که فضا را خلأیی در نظر بگیریم که می‌تواند شیئی را در خود جای دهد یا از چیزی آکنده شود. فضا موجودیتی نیست که تعریف دقیق و مشخصی داشته باشد، با این حال قابل اندازه‌گیری است. (گروتر، ۱۳۸۶)
فضا در مفهوم موجود خویش به تنهایی هیچ ویژگی خاصی را مطرح نمی‌کند ولی به محض آن که یک گروه انسانی فعالیتی را در مکانی مطرح کند، معنای نمادین فضا پدیدار می‌شود. از این پس فضا بستری برای بیان فعالیت و رفتارهای انسانی می‌شود؛ محلی برای تخیل و واقعیت. (حبیبی، ۱۳۸۲)
فضا (Space) واژه‌ای است که در زمینه‌های متعدد و رشته‌های گوناگون از قبیل فلسفه، جامعه‌شناسی، معماری و شهرسازی به‌طور وسیع استفاده می‌شود. لیکن تکثّر کاربرد واژه فضا به معنی برداشت یکسان از این مفهوم در تمام زمینه‌های فوق نیست، بلکه تعریف فضا از دیدگاه‌های مختلف قابل بررسی است. مطالعات نشان می‌دهد با وجود درک مشترکی که به نظر می‌رسد از این واژه وجود دارد، تقریباً توافق مطلقی در مورد تعریف فضا در مباحث علمی به چشم نمی‌خورد و این واژه از تعدد معنایی نسبتاً بالایی برخوردار است و تعریف مشخص و جامعی وجود ندارد که دربرگیرنده تمامی جنبه‌های این مفهوم باشد. از این رو در این یادداشت به ذکر برخی کلیات در مورد مفهوم فضا بسنده می‌کنیم.
فضا یک مقوله بسیار عام است. فضا تمام جهان هستی را پر می‌کند و ما را در تمام طول زندگی احاطه کرده‌است. فضا به محیط زیست اطراف ما احساس راحتی و امنیت می‌بخشد که اهمیت آن در یک زندگی لذت بخش از نور آفتاب و محلی برای آرامش کمتر نیست.
هرکاری که انسان انجام می‌دهد دارای یک جنبه فضایی نیز هست به عبارتی هر عملی که انجام می‌شود احتیاج به فضا دارد. دلبستگی بشر به فضا از ریشه‌های عمیقی برخوردار است. این دلبستگی از نیاز انسان به ایجاد ارتباط با سایر انسان‌ها که از طریق زبان‌های گوناگون صورت می‌پذیرد، سرچشمه می‌گیرد.
بشر خود را با استفاده از فیزیولوژی و تکنولوژی، با اشیاء فیزیکی وفق می‌دهد و از این طریق یک رابطه و تعادل پویا بین انسان و محیط (اشیاء)، علاوه بر ارتباط میان انسان‌ها به وجود می‌آید. این اشیاء بر اساس یک سری روابط خاص به، درونی و بیرونی، دور و نزدیک، منفرد و متحد، پیوسته و گسسته تقسیم شده‌اند. برای اینکه بشر بتواند به تصورات و ذهنیات خود عینیت بخشد، بایستی که این روابط را درک کند و آن‌ها را در قالب یک مفهوم فضایی هماهنگ نماید؛ لذا فضا بیانگر نوع ویژه‌ای از ایجاد ارتباط نیست، بلکه صورتی است جامع و دربرگیرنده هر نوع ایجاد ارتباط، چه میان انسان‌ها و چه میان انسان و محیط.
فضا ماهیتی جیوه مانند دارد که چون نهری سیال، تسخیر و تعریف آن را مشکل می‌نماید. اگر قفس آن به اندازه کافی محکم نباشد به راحتی به بیرون رسوخ می‌کند و ناپدید می‌شود. فضا می‌تواند چنان نازک و وسیع به نظر آید که احساس وجود بعد، از بین برود (برای مثال در دشت‌های وسیع، فضا کاملاً بدون بعد به نظر می‌رسد) یا چنان مملو از وجود سه بعدی باشد که به هر چیزی در حیطه خود مفهومی خاص بخشد.
با اینکه تعریف دقیق و مشخص فضا دشوار و حتی ناممکن است ولی فضا قابل اندازه‌گیری است؛ مثلاً می‌گوییم هنوز فضای کافی موجود است یا این فضا پر است. نزدیکترین تعریف این است که فضا راخلاء در نظر بگیریم که می‌تواند شی را در خود جای دهد یا از چیزی آکنده شود.
نکته دیگری که در مورد تعریف فضا باید خاطرنشان کرد، این است که همواره بر اساس یک نسبت که چیزی از پیش تعیین شده و ثابت نیست، ارتباطی میان ناظر و فضا وجود دارد. به‌طوری‌که موقعیت مکانی شخص، فضا را تعریف می‌کند و فضا بنا به نقطه دید وی به صورت‌های مختلف قابل ادراک می‌باشد.
همه زندگی انسان در فضا می‌گذرد و در هیچ‌یک از فعالیت‌های انسانی از جمله هنرها، نمی‌توان از فضا غفلت کرد. توجه به معنا و مفهوم فضا که در دوران اخیر جانشین واژه مکان شده‌است، نیازی انکار ناپذیر است. عده‌ای کمیت و وجوه مادی در ماهیت فضا، غالباً «شکل» را مهم‌ترین مشخصه فضا می‌دانند؛ ولی در واقع معنایی که آدمی در عناصر کالبدی در می‌یابد به زمینه فرهنگی و اعتقادی و حتی اقلیمی بستگی دارد.
ادوارد تی. هال(Edward T.Hall) در تبیین مختصات فضا بر ادراک فضا توسط حواس (بینایی، شنوایی، بویایی، لامسه) تأکید می‌کند اما تلویحاً اذعان می‌کند که ادراک فضا از طریق حواس از اموری چون فرهنگ و زبان و آیین‌ها متأثر است. بر همین اساس فضای زندگی اسکیموها را فضای صوتی _ بویایی می‌نامند (در محیط آنان به سبب یکنواختی نسبی مناظر نقش حس بینایی کاهش می‌یابد) البته باید توجه داشت که فضا صرفاً ذهنی و سوبژکتیو نیست، فضاهای مختلفی را می‌توان مثال زد که افراد مختلف با شخصیت‌های متفاوت از آن برداشت و تأثیر همانندی دارند زیرا انسان‌ها مشترکات روانی با یکدیگر دارند. به عنوان مثال فضای بزرگ و تاریکی را تصور کنید که دیوارهای حجیم و فلزی و تیره رنگ و خشنی داشته باشد، هر که به این فضا وارد شود احساس خشونت و سنگینی می‌کند. (گفتاری از دکتر مهدی حجت)
حکمای اسلامی به اصالت عوامل کیفی در فضا معتقد بودند. به عنوان مثال ابن سینا معتقد است مکان عبارت از چیزی است که چیزی دیگر در آن نهاده باشد یا بر آن تکیه کند، او می‌گوید: پس جایگاه جسم نه هیولاست و نه صورت و نه بعد و نه خلاء.
فضا را دست کم در دو وجه و با دو ویژگی می‌توان بررسی کرد: یکی فضای مادی و کمی، و دیگری فضای معنوی و کیفی. فضا (مکان) در دستگاه‌های گوناگون فکری معانی متفاوتی دارد، در تفکر بودایی مکان با زمان توأم است. از این رو هنر بودایی متمایل به ترکیب مکان و زمان است، همچنان که تأسیس خانه، معبد یا شهر در محیط طبیعی بر مبنای قواعدی است که آموزش‌های چینی وضع کرده‌است.
معنای فضا در دوران جدید غالباً مادی است و گاه واژه‌ی فضا بواسطه‌ی قرارداد بر آن دلالت می‌کند. در غالب مکاتب معماری دوران معاصر که بر محسوسات متمرکزند، فضا مکانی سه بعدی است، سه بعدی که در سه جهت ریاضی امکان امتداد دارد.

## ویژگی‌های فضا
1. مصالح و شکل و ابعاد
2. کیفیاتی که ناشی از شکل و صورت و مصالح و ابعاد و تناسبات فضاست و بر ذهن انسان اثر می‌گذارد.
3. کیفیات معنوی که با اثر پذیرفتن از جهان بینی و فرهنگ طراح و جامعه، ارزش‌هایی را به ناظر القا می‌کند؛ بنابراین یکی از عوامل تعریف‌کننده فضا نگرشی است که طراح به ماده و جهان هستی دارد.

ادراک انسان از فضا با ادراک او از خود و جهان مرتبط است. انسان در مقام استفاده‌کننده از فضا به میزانی به ادراک حقیقت فضا نزدیک می‌شود که دستگاه فکری او با دستگاه فکری شخصی که فضا را پدیدآورده‌است سنخیت داشته باشد.

## انواع فضا در معماری
- فضای خصوصی
- فضای عمومی
- فضای نیمه خصوصی - نیمه عمومی
- فضاهای محصور و نامحصور

## فضای خصوصی
فضاهایی که تنها عده‌ای خاص، حق استفاده از آن فضا را دارند، فضاهای خصوصی نامیده می‌شوند. فعالیت‌هایی که در فضای خصوصی رخ می‌دهد قطعاً با فعالیت‌هایی که در فضاهای عمومی یا نیمه خصوصی شکل می‌گیرد، متفاوت است. در بین فضاهایی که در سطح شهر وجود دارد، منازل مسکونی از جمله فضاهای خصوصی هستند.

## فضای عمومی
فضاهای عمومی، فضاهایی هستند که برای ورود و خروج افراد هیچ محدودیتی وجود ندارد؛ معابر شهر و محله‌ها از جمله این فضاها می‌باشند. گرچه حضور در این فضاها با مانعی روبرو نیست اما به صورت غیر مستقیم حضور غریبه‌ها کنترل می‌شود و رفتار نیز در این فضاها تابع مسائل فرهنگی و هنجارهای اخلاقی هر جامعه شکل می‌گیرد.

## فضاهای نیمه خصوصی - نیمه عمومی
این نوع فضاها بیشتر مربوط به آپارتمان‌ها می‌شود و این فضاها از مالکیت، هم جنبه خصوصی دارند و هم جنبه عمومی. به عبارت دیگر به علت کارکردی که دارا می‌باشند، مورد استفاده همه افراد محله قرار نمی‌گیرند مثل فضای حیاط در آپارتمان.

## فضای باز
فضای باز به فضایی گفته می‌شود که فاقد پوشش سقف می‌باشد و جداره‌ها نیز در صورت وجود از تمامی جهات این فضاها را مسدود نمی‌نماید. فضای باز غالباً جزو فضاهای عمومی و نیمه عمومی محسوب می‌شود و تنها بالکن و حیاط خصوصی فضای باز در عین حال خصوصی می‌باشند. فضای باز مهم‌ترین عرصه شکل‌گیری تعاملات اجتماعی به‌شمار می‌روند. هر معماری در درون بستری شکل می‌گیرد، بستری که خود قبل از قرار گرفتن هر گونه ساختمان یا عارضه مصنوعی به عنوان یک فضای باز طبیعی ساخته می‌شود. برای هیچ‌کس بودن در یک فضای بسته و مصنوعی برای یک مدت طولانی امکان‌پذیر نیست.

## عناصر تشکیل دهنده فضای باز
1. کف
2. جداره‌ها
3. پوشش گیاهی
4. مبلمان

## فضای نیمه باز
حد فاصل بین فضاهای بسته و باز محاط بر آن در یک بررسی تحلیلی می‌تواند به عنوان فضای ارتباط دهنده این دو شناخته شود. مجموعه عناصری که کاربرد اصلیشان جدا نگه داشتن فضای باز از فضای سر پوشیده بنا محسوب می‌شود، تحرک فضایی قابل ملاحظه‌ای را در کار تلفیق فضای داخلی و خارجی به عهده دارند. بهترین مثال این‌گونه فضاها در معماری سنتی «ایران» است.

## فضای بسته
پیروی از سلسله مراتب و روابط موجود بین فرد و گروه و مسائل زیست‌ محیطی از قبیل نور، تهویه و … شرایط کالبدی شهر و بسیاری از موارد دیگر در خلق ترکیب حجمی یک فضای بسته دخالت دارند. در مجموعه فضاهای بسته معماری سنتی، همیشه نقطه یا نقاطی به عنوان قلب و مسیر یا مسیرهایی به عنوان محور فضایی قابل تشخیص است. این محورهای فضایی شخص را از بدو ورود به فضا هدایت می‌کنند و در قسمت آخر به قلب (قطب) بنا می‌رسانند.
فضای معماری سنتی در طول حرکت شخص در فضا، تغییر شکل فضای معماری را به گونه‌ای مطرح می‌کند که از آنچه شخص یک لحظه بعد در پیش روی خواهد داشت مطلع بوده و شناخت داشته باشد. این عمل نه تنها از معرفی فضایی، بلکه از طریق ارائه عناصر معرف که در طول مسیر حرکت قرار گرفته صورت می‌پذیرد.

## عناصر تشکیل دهنده فضای بسته
منظور از فضای بسته چیزی نیست به جز همان حجم‌ها و ساختمان‌هایی که موضوع اصلی معماری می‌باشند و عناصر تشکیل دهنده آن عبارتند از:
1. سقف
2. کف
3. جداره‌ها

## معماری بر پایه فضا
تعاریف مختلفی که تاکنون از معماری ارائه شده‌است، اغلب به گونه‌ای بر اهمیت فضا در معماری تأکید می‌کنند، به‌طوری‌که وجه مشترک بسیاری از این تعاریف، در تعریف معماری به عنوان فن سازماندهی فضا است. به عبارت دیگر موضوع اصلی معماری این است که چگونه فضا را با استفاده از انواع مصالح و روش‌های مختلف، به نحوی خلاق سازماندهی کنیم.
- از دیدگاه اگوست پره معماری هنر سازماندهی فضاست و این هنر از راه ساختمان بیان می‌شود.
- ادوارد میلر اپژوکوم نیز معماری را هنر ساختن و هدف کلی آن را محصور کردن فضا برای استفاده بشر تعریف می‌کند.
- به گفته لامونت مور نیز معماری هنر محصور کردن فضا جهت استفاده بشر است.

## وحدت بیرون و درون
فضای بیرون و درون معماری آنچنان بهم پیوسته‌است که هر کدام شکل دیگری را تعیین می‌کنند. در صورتی که در بسیاری از طرح‌های امروزی اکثر فضاهای بیرون از نحوه قرار گرفتن ساختمان‌ها در کنار یکدیگر پیدا می‌شود یعنی خود واجد ارزش و اصالتی نیستند، بلکه وقتی استقرار ساختمان‌ها مطابق اصول خودشان صورت گرفت فضای حاصل بین آن‌ها هر چه که می‌خواهد باشد، فضای بیرونی نامیده می‌شود.
در معماری سنتی فضای بیرون همان نظم قواعد درون را دارد. هیچ جزئی از درون و بیرون خارج از قاعده و انتظام طرح نمی‌شود و همان‌طور که ساختمان‌ها فضای بیرون را می‌سازند، خود میدان و حیاط نظم خاصی را به ساختمان‌ها می‌دهند. قسمت عمده‌ای از زیبایی، آرامش و احساس وحدت که در بافت قدیمی شهرها و بناهای مذهبی و فرهنگی قدیم دیده می‌شود مدیون نظام دو فضا بیرونی و درونی در معماری سنتی است.

## مفهوم فضا از نظر اندیشمندان
فضا مفهومی است که از دیرباز توسط بسیاری از اندیشمندان مورد توجه قرار گرفته و در دوره‌های مختلف تاریخی بر اساس رویکردهای اجتماعی و فرهنگی رایج، به شیوه‌های گوناگون تعریف شده‌است.
مصری‌ها و هندی‌ها با اینکه نظرات متفاوتی در مورد فضا داشتند اما در این اعتقاد اشتراک داشتند که هیچ مرز مشخصی بین فضای درونی تصور (واقعیت ذهنی) با فضای برونی (واقعیت عینی) وجود ندارد. در واقع فضای درونی و ذهنی رؤیاها، اساطیر و افسانه‌ها با دنیای واقعی روزمره ترکیب شده بود. آنچه بیش از هر چیز در فضای اساطیری توجه را به خود معطوف می‌کند، جنبه ساختی و نظام یافته فضاست ولی این فضای نظام یافته مربوط به نوعی صورت اساطیری است که برخاسته از تخیل آفریننده می‌باشد.
در زبان یونانیان باستان، واژه‌ای برای فضا وجود نداشت. آن‌ها به جای فضا از لفظ مابین استفاده می‌کردند. فیلسوفان یونان فضا را شی بازتاب می‌خواندند. پارمیندز وقتی که دریافت، فضای به این صورت را نمی‌توان تصور کرد، آن را بدین دلیل که وجود خارجی ندارد به عنوان حالتی ناپایدار معرفی کرد. لوسیپوس نیز فضا را اگر چه از نظر جسمانی وجود خارجی ندارد، لیکن حقیقی تلقی نمود.
افلاطون مسئله را بیشتر از دیدگاه تیمائوس بررسی کرد و از هندسه به عنوان علم الفضا برداشت نمود ولی آن را به ارسطو واگذاشت تا تئوری فضا (توپوز) را کامل کند.
از نظر ارسطو فضا مجموعه‌ای از مکان‌هاست. او فضا را به عنوان ظرف تمام اشیاء توصیف می‌نماید. ارسطو فضا را با ظرف قیاس می‌کند و آن را جایی خالی می‌داند که بایستی پیرامون آن بسته باشد تا بتواند وجود داشته باشد و در نتیجه برای آن نهایتی وجود دارد. در حقیقت برای ارسطو فضا محتوای یک ظرف بود. (حمیدی و دیگران، ۱۳۷۶)

## لوکریتوس
لوکریتوس نیز با اتکاء به نظریات ارسطو، از فضا با عنوان خلاء یاد نمود. او می‌گوید همه کائنات بر دو چیز مبتنی است: اجرام و خلأ، که این اجرام در خلأ مکانی مخصوص به خود را دارا بوده و در آن در حرکت‌اند.
بعدها تئوری‌های مربوط به فضا بر اساس هندسه اقلیدسی بیان می‌شد، به‌طوری‌که مشخصه تفکر یونانیان در مورد فضا در تفکرات اقلیدس یا هندسه اقلیدسی قابل مشاهده است. اقلیدس با جمع‌آوری کلیه قضایای مربوط به هندسه در میان مصری‌ها، بابلی‌ها و هندوها علم جدید هندسه را پایه‌گذاری نمود که سیستمی مبتنی بر انتزاع ذهنی بود. فضای اقلیدسی فضایی یکسان، همگن و پیوسته بود که در آن هیچ چاله، برآمدگی یا انحنایی وجود نداشت. فضای اقلیدسی، فضایی قابل اندازه‌گیری بود.
با توجه به آنچه گفته شد در یونان و به‌طور کلی در عهد باستان دو نوع تعریف برای فضا مبتنی بر دو گرایش فکری قابل بررسی است:
1. تعریف افلاطونی که فضا را همانند یک هستی ثابت و از بین نرفتنی می‌بیند که هرچه به وجود آید داخل این فضا جای دارد.
2. تعریف ارسطویی که فضا را به عنوان Topos یا مکان بیان می‌کند و آن را جزئی از فضای کلی‌تر می‌داند که محدوده آن با محدوده حجمی که آن را در خود جای داده‌است، تطابق دارد.

تعریف افلاطون موفقیت بیشتری از تعریف ارسطو در طول تاریخ پیدا کرد و در دوره رنسانس با تعاریف نیوتن تکمیل شد و به مفهوم فضای سه بعدی و مطلق و متشکل از زمان و کالبدهایی که آن را پر می‌کنند درآمد.

## جیوردانو برونو
جیوردانو برونو در قرن شانزدهم با استناد به نظریه کپرنیک، نظریه‌هایی در مقابل نظریه ارسطو عنوان کرد. به عقیده او فضا از طریق آنچه در آن قرار دارد (جداره‌ها)، درک می‌شود و به فضای پیرامون یا فضای مابین تبدیل می‌گردد. فضا مجموعه‌ای است از روابط میان اشیاء و آن گونه که ارسطو بیان داشته‌است حتماً نمی‌بایست که از همه سمت محصور و همواره نهایتی داشته باشد.
در اواخر قرون وسطی و رنسانس، مجدداً مفهوم فضا بر اساس اصول اقلیدسی شکل گرفت. در عالم هنر، جیوتو نقش مهمی را در تحول مفهوم فضا ایفا کرد، به‌طوری‌که او با کاربرد پرسپکتیو بر مبنای فضای اقلیدسی، شیوه جدیدی برای سازمان‌دهی و ارائه فضا ایجاد کرد.
با ظهور دوره رنسانس، فضای سه بعدی به عنوان تابعی از پرسپکتیو خطی معرفی گردید که باعث تقویت برخی از مفاهیم فضایی قرون وسطی و حذف برخی دیگر شد. پیروزی این شکل جدید از بیان فضا باعث توجه به وجود اختلاف بین جهان بصری و میدان بصری و بدین ترتیب تمایز بین آنچه بشر از وجود آن آگاه است و آنچه می‌بیند، شد.
در قرون هفدهم و هجدهم، تجربه‌گرایی باروک و رنسانس، مفهوم پویاتری از فضا را به وجود آورد که بسیار پیچیده‌تر و سازماندهی آن مشکل‌تر بود. بعد از رنسانس به تدریج مفاهیم متافیزیکی فضا از مفاهیم مکانی و فیزیکی آن جدا و بیشتر به جنبه‌های متافیزیکی آن توجه شد ولی برعکس در زمینه‌های علمی، مفهوم مکانی فضا پررنگ‌تر گشت.

## واتسوجی تتسورو
واتسوجی تتسورو از نخستین پدیدار شناسان ژاپنی است. نخستین آثار منتشر شدهٔ او نزدیکی ذهنی او را با فیلسوفانی فردگرا چون نیچه و کی یر کگور نشان می‌دهد، او در سال ۱۹۱۸ اثر خود «تجدید حیات بتان» را منتشر کرد، اثری که بلا آن را نشانی از جهت یافتگی عقلانی به دور از فردگرایی و بازگشتی به مفهوم اجتماع می‌داند.
فضا دربرداشت رایج به رابطهٔ انسان و محیط اشاره و بر آن تأکید دارد. فضای مورد نظر واتسوجی انتزاعی و مجرد نیست، نه فضایی است که دانشمندان مطالعه کرده‌اند و نه فضای هندسه اقلیدسی است، بلکه فضایی وابسته به ذهنیات یا بهتر بگوییم وابسته به وجود ذهنی انسان است.
واتسوجی فضا را چیزی که با معانی جابجایی و نقل و انتقال گسترش یافته معنا می‌کند، چیزی که با خیابان‌ها شکل می‌گیرد، چیزی که موجب کنش متقابل مردم می‌شود.
فضا یا اقلیم در نظر واتسوجی آن چیزی است که به انسان امکان می‌دهد تا خود را از طریق حضور دیگران و توسط آنان بفهمد.
در کنار توجه به ساختار دو وجهی وجود انسان، یعنی وجود فردی و اجتماعی او، توجه و تأکید بر وجود ذهنی انسان و تجلیات این وجود ذهنی در عالم بر عمق و گستردگی مفهوم فضا در نزد واتسوجی می‌افزاید.

## دکارت
دکارت از تأثیرگذارترین اندیشمندان قرن هفدهم، در حدفاصل بین دوران شکوفایی کلیسا از یک‌سو و اعتلای فلسفه اروپا از سویی دیگر می‌باشد. در نظریات او بر خصوصیت متافیزیکی فضا تأکید شده‌است ولی در عین حال او با تأکید بر فیزیک و مکانیک، اصل سیستم مختصات راست گوشه (دکارتی) را برای قابل شناسایی کردن فاصله‌ها بکار برد که نمودی از فرضیه مهم اقلیدس دربارهٔ فضا بود. در روش دکارتی همه سطوح از ارزش یکسانی برخوردارند و اشکال به عنوان قسمت‌هایی از فضای نامتناهی مطرح می‌شوند. تا پیش از دکارت، فضا تنها اهمیت و بعد کیفی داشت و مکان اجسام به کمک اعداد بیان نمی‌شد. نقش عمده او دادن بعد کمی به فضا و مکان بود.

## لایب‌نیتز
از طرفداران نظریه فضای نسبی بود و اعتقاد داشت فضا صرفاً نوعی سیستم است که از روابط میان چیزهای بدون حجم و ذهنی تشکیل می‌شود. او فضا را به عنوان نظام اشیای همزیست یا نظام وجود برای تمام اشیایی که همزمان‌اند، می‌دید.
بر خلاف لایب‌نیتز، نیوتن به فضایی متشکل از نقاط و زمانی متشکل از لحظات باور داشت که وجود این فضا و زمان مستقل از اجسام و حوادثی بود که در آن‌ها قرار می‌گرفتند. در اصل او قائل به مطلق بودن فضا و زمان (نظریه فضای مطلق) بود. به عقیده نیوتن فضا و زمان اشیایی واقعی و ظرف‌هایی به گسترش نامتناهی هستند. درون آن‌ها کل توالی رویدادهای طبیعی در جهان، جایگاهی تعریف شده می‌یابند. بدین ترتیب حرکت یا سکون اشیاء در واقع به وقوع می‌پیوندد و به رابطه آن‌ها با تغییرات دیگر اجسام مربوط نمی‌شود.

## هایدگر
هایدگر، یکی دیگر از فیلسوفان معاصر در تبیین واژه فضا بر این عقیده است که فضا به معنی جایی است که برای جایگیری آماده باشد. فضا به چیزی که یک محدوده و افق رهاست، جا می‌دهد. این تعریف از فضا می‌تواند تا حدودی با مفهوم مادی فضا، فضایی و جایی که هنوز توسط اشیاء فضایی و مکانی صورت تحقق نیافته‌است، منطبق باشد. او می‌گوید که فضا در ذات خود همان است که جا از برای آن ساخته شده‌است. این تعریف از فضا مستلزم تصوری از فضا است که صورت فضا پیش از این که تحقق یابد، وجود داشته‌است که برای آنجا ساخته شود. این تصویر از فضا صرفاً آن را انتزاعی می‌سازد زیرا برای آن که برای فضا پیش از تحقق صوری آنجا به وجود آید، باید آن را صرفاً در ذهن انتزاع کرد.

## سیالیت فضا
سیالیت فضا رابطه‌ای تنگاتنگ بافضا و زمان دارد. زوی در کتاب چگونه به معماری بنگریم تقریباً تمامی محتوی آن را به این موضوع اختصاص داده بود و معماری را به مثابه فضای داخلی است و فضای داخلی تنها باحرکت در آن تعریف می‌شود. بر این اساس داوری دربارهٔ دوره‌های تاریخ معماری انجام می‌شود. بناهای مصری وبخصوص اهرم سه‌گانه تنها حجمهایی سنگین که خود را اجسامی سنگین نشان می‌دهند می‌باشند. معابد یونان هنوز تامعماری فضاهای داخلی راه زیادی دارندوبه نظر زوی انسان وار کردن حجم‌ها با نادیده گرفتن فضا همراه می‌باشد. هزار سال پس از ساخت اهرام، مفهوم پویایی وحرکت و زمان در فضا بروز می‌نماید. در معماری کلیسا می‌توان معماری مسیرها را دیدوهمانگونه که پیشتر آمداین دوره انقلاب فضایی نام گرفت. سیالیت فضا به نظر زوی به معنی عمل به تمامی قواعدی است که تا اینجا بیان شد. هر آنچه دیدیم در اینجا کنار هم قرار داده می‌شود:تقارن، ضد پرسپکتیو، سازه‌های آزاد و… با بکارگیری قواعد یاد شده به بیننده اثر، این امتیاز داده می‌شود تا با ایستادن درهرکجای آن آزادانه به هر زاویه که می‌خواهد بنگرد و این آزادی باحذف عناصر محدودکننده معماری کلاسیک بدست می‌آید.

## نظر اندیشمندان در مورد فضا
از نظر مامفورد، اندیشمند پست- مدرن «فضای شهری نمود اهداف انسان ارگانیک است «(Mumford,، ۱۹۶۱) فضا ارکان خاص انتقال میراث فرهنگی از گذشته‌است. بدین ترتیب از نظر مامفورد، فرم فضای شهر در طول تاریخ محصول عملکرد فضا است و فضا بعد فرهنگی دارد.
کنزو تانگه یکی از اندیشمندان عرصه معماری و شهرسازی است که شهر را به مثابه موجودی زنده تلقی می‌کند که توسعه آن بر پایه رشد ساختار آن است. از نظر کنزو تانگه فضا میدانی برای فعالیت‌های فیزیکی انسان و میدانی برای برقراری ارتباطات به شیوه‌های نمادگرایانه است. اما مهم‌ترین جنبه فضا، ایجاد میدانی برای شکل بخشیدن به انسان است. (حمیدی و دیگران، ۱۳۷۶)
امس راپاپورت، فضای شهری را در بردارنده مجموعه‌ای از ارتباطات می‌داند. (Rapaport،۱۹۷۷)
از نظر کستلز، فضا بازتاب جامعه نیست بلکه خود فضا بعد مادی جامعه است و اگر آن را مستقل از جامعه و روابط اجتماعی در نظر بگیریم، مانند آن است که ماهیت را از جسم آن جدا سازیم و اولین اصل هر علم اجتماعی را نادیده بگیریم. روح و جسم با هم ارتباط متقابل دارند؛ بنابراین اشکال فضایی کره خاکی ما، همانند سایر چیزها توسط عمل انسانی شکل می‌گیرد. (Castelles،۱۹۷۷)

## نتیجه‌گیری
«تحلیل فضای شهری مستلزم تدوین چارچوب نظری است که مکان‌ها را با زندگی و تجربه مردم مربوط ببینند و به رابطه بین مردم با فعالیت‌های آنان و فضاهایی که خلق می‌کنند یا در آن سکونت می‌کنند ناظر باشد.» (پارسی، ۱۳۸۱) فضا در معماری اهمیت زیادی دارد. بسیاری از فعالیت‌های مردم در فضا شکل می‌گیرد؛ حال این فضا می‌تواند باز یا بسته باشد؛ بنابراین فضا برای بروز فعالیت‌ها بستری را فراهم می‌کند و رابطه مستقیمی بین فضا و عملکرد ساکنین وجود دارد.
امروزه اشیاء بر سازمان فضایی خانه غلبه پیدا کرده‌اند و این امر سبب شده‌است تا نقش فضا کمرنگ شود. حضور اشیاء در فضاها بسیار پررنگ شده‌اند. در معماری‌های سنتی ایرانی، فضاهای زیادی وجود داشت و حضورِ همین فضاها بسیاری از نیازها را تأمین می‌کرد اما امروزه فضاهاها به شدت تقلیل یافته‌اند و اشیاء جایگزین فضاهای معماری شده‌اند.
مادامی که وسعت فضا و شکل فضا تغییر بکند و تنوع فضایی کاهش پیدا بکند، اثرات آن به وضوح در فرهنگ و الگوهای زندگی خانوادگی قابل مشاهده است. با کوچکترشدن فضاها، الگوی خانواده گسترده به الگوی خانواده هسته‌ای تغییر می یابدو همچنین مهمانی و دید و بازدید نیز در فضاهای کوچک کاهش می‌یابد. زمانی که تغییرات فضایی، به تدریج امری عادی شود به همان میزان نیز تغییرات سبک زندگی نیز عادی می‌شود و این دو با هم رابطه مستقیم دارند.
از آنجا که فضا، تمامی جنبه‌های زندگی فرد را از جمله تعاملات، الگو و سبک زندگی، هویت، نحوه برخورد با زمان را در بر می‌گیرد و در آن تأثیرگذار هست. حتی در تفکرات و چگونه اندیشیدن نیز، فضا دخیل می‌شود لذا، پرداختن به مبحث فضا در معماری اهمیت زیادی دارد.